# 苏埃利亚卡夫拉斯
苏埃利亚卡夫拉斯，是西班牙卡斯蒂利亚-莱昂索里亚省的一个市镇。总面积39平方公里，总人口36人（2001年），人口密度1人/平方公里。